# شلبی جی‌ال‌اچ‌اس
شلبی جی‌ال‌اچ‌اس (Shelby GLHS) خودرویی است که در سال‌های ۱۹۸۶ تا ۱۹۸۷تولید شده‌است. طراحی آن خودروهای موتور جلو-محور جلو بوده است. سیستم جعبه‌دندهٔ آن ۵ دنده به صورت دستی است.